# David Fernández Ortiz
Pour les articles homonymes, voir David Fernández et Fernández.
David Fernández Ortiz, né le 24 juin 1970 à Igualada, dans la province de Barcelone, est un acteur et humoriste espagnol.

## Rodolfo Chikilicuatre
En 2008, il crée le Rodolfo Chikilicuatre, personnage avec lequel, par sa victoire à l'émission Salvemos Eurovisión, il représente l'Espagne au Concours Eurovision de la chanson 2008 à Belgrade en Serbie. Il interprétait Baila el Chiki-chiki, chanson qui fit polémique à cause de son ton ridicule et la nature politique de certains noms cités dans la version originale (José Luis Zapatero, Hugo Chávez, Juan Carlos Ier). Il finit seizième, avec 55 points.

## Filmographie sélective
- 2004 : La Famille Serrano (série TV) - 1 épisode
- 2009 : Fuga de cerebros (Hot School) film de Fernando González Molina : Loren